# Bart propadá
Bart propadá (v anglickém originále Bart Gets an "F") je 1. díl 2. řady (celkem 14.) amerického animovaného seriálu Simpsonovi. Scénář napsal David M. Stern a díl režíroval David Silverman. V USA měl premiéru dne 11. října 1990 na stanici Fox Broadcasting Company a v Česku byl poprvé vysílán 23. dubna 1993 na stanici ČT1. V dílu se poprvé objevuje nová úvodní scéna a rovněž se zde poprvé vyskytne starosta Springfieldu Joe Quimby.

## Děj
Na Springfieldské základní škole Bart přednese referát o Ostrově pokladů, ale brzy vyjde najevo, že knihu ve skutečnosti nečetl. Paní Krabappelová mu vynadá a varuje ho před nadcházející zkouškou z koloniální Ameriky. Druhý den ve škole Bart předstírá nemoc, aby se vyhnul dalšímu testu. Poté, co si u Milhouse vyžádal odpovědi na test, dosáhne ještě horšího výsledku, protože mu dá Edna jinou sadu testových otázek. 
Homer a Marge se setkají se školním psychiatrem, doktorem J. Lorenem Pryorem, který doporučí, aby Bart opakoval čtvrtou třídu. Marge a Homer si myslí, že by to mohl být dobrý nápad, ale Bart přísahá, že si zlepší známky, aby se tomu vyhnul. 
Bart v zoufalství požádá Martina, aby mu pomohl získat dobré známky. Slíbí, že výměnou za doučování zlepší Martinovu popularitu. Když Martin začne napodobovat Bartovo špatné chování, zanechá doučování a začne se bavit s novými kamarády a hrát arkádové hry. Aby získal více času na učení, modlí se Bart k Bohu o zázrak, aby se vyhnul zítřejšímu testu ve škole. Druhý den se probudí a zjistí, že škola je zavřená, protože Springfield zasypal sníh. 
Když se Bart chystá užívat si sněhu, Líza mu prozradí, že zaslechla, jak se modlí, a nabádá ho, aby vyslyšenou modlitbu dobře využil. Bart se rozhodne, že se bude učit, zatímco ostatní se budou bavit na sněhu. Navzdory své snaze Bart druhý den neuspěje v testu o jeden bod. Bart se rozpláče a přirovná svůj neúspěch ke kapitulaci pevnosti Fort Necessity Georgem Washingtonem Francouzům v roce 1754. Paní Krabappelová je touto obskurní historickou zmínkou ohromena a dá mu bod navíc za prokázání aplikovaných znalostí. Bart je tak nadšený, když dostane čtyřku, že běhá po Springfieldu a oznamuje svůj úspěch. Když se Bart vrátí domů, rodiče vyvěsí test na ledničku a on poznamená, že za svůj úspěch vděčí částečně Bohu.

## Produkce
Díl byl první epizodou seriálu Simpsonovi, kterou napsal David M. Stern. Režíroval ji David Silverman. V létě 1990 byl Bart některými rodiči a konzervativci charakterizován jako špatný vzor pro děti kvůli své rebelské povaze. Několik amerických veřejných škol zakázalo trička s Bartovou podobiznou. Několik kritiků se domnívalo, že epizoda byla reakcí na tyto kontroverze, nicméně výkonný producent James L. Brooks odpověděl, že tomu tak nebylo, ale dodal: „Jsme si toho vědomi. Myslím, že je pro nás důležité, že Bartovi se ve škole nedaří. Jsou tam takoví studenti. Kromě toho jsem velmi opatrný v televizi, kde má být každý vzorem. V reálném životě na tolik vzorů nenarazíte. Proč by jich měla být plná televize?“. Sam Simon to komentoval slovy: „V pořadech, které jsme dělali loni, jsou témata, důležitá témata, myslím, že je poctou tomu, jak dobře jsme je provedli, že si nikdo neuvědomil, že máme pointu.“. Bart v tomto dílu říká podruhé „Cowabunga“, poprvé se tak stalo v Mluvící hlavě. Toto slovo bylo s Bartem běžně spojováno díky jeho používání jako sloganu na tričkách. Starosta Quimby se v této epizodě poprvé objevuje bez své charakteristické šerpy s nápisem „Starosta“. Šerpa byla později přidána, protože se scenáristé obávali, že by ho diváci nepoznali.
V tomto dílu byla poprvé použita nová úvodní pasáž, zkrácená o 15 sekund z původní délky zhruba 90 sekund. V úvodní části první řady je vidět, jak Bart krade označník zastávky, zatímco v novém úvodu jede na skateboardu kolem několika postav, které byly představeny v předchozí řadě. Lízina jízda na kole byla vystřižena a nahrazena jednovteřinovým záběrem na Springfield, který ukazuje další postavy, než na příjezdové cestě zastaví Homerovo auto. Počínaje druhou řadou existovaly tři verze úvodu: plná zhruba 75sekundová verze, 45sekundová verze a 25sekundová verze. To poskytlo střihačům seriálu větší volnost.
David Silverman se domnívá, že animátoři si začali „přicházet na své“, když si zvykli na postavy a byli schopni dosáhnout více s herectvím postav. Během scény, kdy Bart pronáší proslov, v němž říká, že je „blbý jako poleno“, chtěl Silverman rychle stříhat z několika úhlů, aby navodil pocit úzkosti. Design Martina Prince byl během epizody několikrát změněn. Pro scénu, kdy Martin zradí Barta a uteče, byl navržen jiný model s většíma očima a divočejšími vlasy. Silverman popisuje pasáž zasněženého dne jako jednu z nejtěžších věcí, které kdy musel animovat. Obsahuje několik dlouhých švenků, které ukazují mnoho postav, jež se věnují různým činnostem, které je obtížné správně načasovat. V Bartově fantazii, kde vidí otce zakladatele Spojených států, jsou použity tlumené barvy a variace červené, bílé a modré. Silverman se také musel hodně snažit, aby Bart plakal, aniž by jeho design vypadal příliš odpudivě; z tohoto důvodu je zobrazen, jak si zakrývá obličej kusem papíru.

## První vysílání

### Přesun na čtvrtek
První řada Simpsonových se umístila až na čtvrtém místě v týdenní sledovanosti a byla prvním seriálem stanice Fox, který se zařadil mezi 30 nejsledovanějších pořadů sezóny. Bart se rychle stal jednou z nejoblíbenějších postav v televizi, což bylo označováno jako „Bartmánie“. Vzhledem k úspěchu první řady seriálu se společnost Fox rozhodla změnit časový slot Simpsonových v naději, že ukradne sledovanost „mocné“ sestavě NBC, přinese větší příjmy z reklamy a povede k vyšší sledovanosti seriálů Beverly Hills 90210 a Babes, které budou následovat. Pořad byl přesunut z nedělního času ve 20:00 EST do stejného času ve čtvrtek, kde by konkuroval pořadu The Cosby Show stanice NBC, který byl v té době jedničkou. Mnoho producentů Simpsonových, včetně Jamese L. Brookse, bylo proti tomuto přesunu. Pořad se při vysílání v neděli držel v první desítce a domnívali se, že přesun by zničil jeho sledovanost. Brooks se k tomu vyjádřil: „Najednou pořad, který byl hitem, bojuje o přežití. (…) Nebojujeme proti Cosbymu, chceme jen získat zdravou sledovanost. V mém životě byly dva týdny, kdy byl pořad, s nímž jsem byl spojen, na prvním místě ve sledovanosti, a v neděli večer jsme měli šanci stát se pořadem číslo jedna v zemi. Nemyslím si, že ve čtvrtek večer máme šanci.“. Reklama na seriál v TV Guide přesun spoilerovala, Homer se snažil vymanit svého syna z toho, aby se držel jako klíště loga Simpsonových, přičemž Bart poznamenal: „Nepřesunu se na jinou noc jen proto, že to říká nějaký týpek z televize!“. 
Kdo s koho byla první epizoda vyrobená pro tuto řadu, ale Bart propadá se vysílal jako první, protože Bart byl v té době populární a producenti chtěli, aby premiérou byla epizoda s jeho účastí. Vysílala se naproti čtvrté epizodě sedmé řady Cosby Show, v níž se k hercům přidala Erika Alexanderová. První díly Simpsonových byly v létě několikrát reprízovány a stanice Fox první novou epizodu od května silně propagovala. Zpravodajské servery zveřejnily články o údajné rivalitě „Bill vs. Bart“.

### Rating Nielsenu
Reprízy Simpsonových, které se vysílaly ve čtvrtečním časovém slotu proti novým epizodám Cosby Show, se v týdenní sledovanosti umístily až na 73. místě (oproti třetímu místu Cosby Show). Několik kritiků předpovídalo, že Bart propadá si ve sledovanosti povede podstatně hůře než Cosby Show. Greg Dawson z Orlando Sentinel napsal, že by „vsadil dolary na obyčejné koblihy, že ani noví Simpsonovi se nepřiblíží Cosbymu. Výkonný ředitel Foxu Peter Chernin řekl, že doufají, že se ve čtvrtek večer prosadí, a „pokud budeme mít opravdu štěstí a velké štěstí, dostaneme se na druhé místo“.
První údaje o večerní sledovanosti původního vysílání epizody Bart propadá ve 24 městech předpokládaly, že Simpsonovi budou mít rating dle Nielsenu 19,9 a 30% podíl na publiku, zatímco Cosby Show rating 19,3 a 29% podíl, nicméně konečný rating epizody byl 18,4 a 29% podíl na publiku. Tím se díl umístil na druhém místě ve svém vysílacím čase za Cosby Show, která měla rating 18,5 a podíl 29 %. Zatímco v té době měla NBC 208 televizních stanic, Fox měl pouze 133. V týdenní sledovanosti se díl umístil na osmém místě, shodně s pořady Kdo je tady šéf? a Cosby Show skončil sedmý. Hodnocení je založeno na počtu televizních přijímačů v domácnostech, které pořad naladily. Společnost Nielsen Media Research odhadla, že epizodu sledovalo 33,6 milionu diváků, čímž se stala pořadem číslo jedna z hlediska skutečné sledovanosti v daném týdnu – Cosby Show sledovalo 28,5 milionu diváků a skončila sedmá. Stala se nejsledovanějším a nejlépe hodnoceným pořadem v historii stanice Fox Network. Na této pozici se udržel až do 1. ledna 1995, kdy zápas play-off Národní fotbalové ligy mezi Minnesota Vikings a Chicago Bears dosáhl ratingu 21,0. Bart propadá zůstává nejsledovanější epizodou v historii Simpsonových.

## Kulturní odkazy
Bartův referát o knize se týkal románu Roberta Louise Stevensona Ostrov pokladů, zatímco Martin představil knihu Ernesta Hemingwaye Stařec a moře. Později Martin pronese poznámku o přídi lodi Pequod v narážce na Bílou velrybu. Během zasněženého dne zpívají obyvatelé Springfieldu „Winter Wonderland“. Scéna, kdy se všichni ve Springfieldu shromáždí, chytí se za ruce a začnou zpívat, je odkazem na film Grinch. „Hallelujah“, refrén z Mesiáše Georga Friedricha Händela, zazní, když začne sněžit.

## Přijetí
Epizoda získala pozitivní recenze od televizních kritiků. Autoři knihy I Can't Believe It's a Bigger and Better Updated Unofficial Simpsons Guide, Warren Martyn a Adrian Wood, napsali: „Třeskutý otvírák druhé řady – nezapomenutelný zejména pro pasáž, v níž se Bart modlí, aby byla následující den zrušena škola, jen aby se ocitl ve vyhnanství z následné zimní říše divů.“. Virginia Mannová z časopisu The Record měla pocit, že epizoda „není tak divoce vtipná jako nejlepší díly minulé řady, ale je dobře udělaná, vtipná a místy dojemná“. Epizoda byla chválena pro své emotivní scény. Tom Shales napsal, že je „nejen vtipná, ale i dojemná“, a pochválil ji za scény, v nichž se Bart modlí, a napsal: „V televizi je jen málo zábavných pořadů, pokud vůbec nějaké, které se dostávají do filozofických otázek dokonce tak hluboko. Simpsonovi dokážou být stejně přemýšliví jako zamyšlení Billa Moyerse – a přitom nekonečně zábavnější.“. Hal Boedeker z deníku Miami Herald se domníval, že se „povedlo finále, které je přemýšlivé, aniž by bylo kazatelské, něžné, aniž by bylo sentimentální. Navzdory slzám si představení zachovává nadhled. A na to, jak televize obvykle rozmazává šmrnc, je to docela úspěch.“ Phil Kloer z Atlanta Journal-Constitution napsal: „Díl dobře zdůrazňuje důležitost studia, aniž by se z toho stal guláš. Přes všechny ty řeči o anarchii Simpsonových se do seriálu občas podařilo propašovat nějaké poselství, což se opět podařilo.“. Mark I. Pinsky ve své knize The Gospel According píše: „Bart propadá nabízí nejpodrobnější zobrazení dynamiky modlitby v Simpsonových.“. Steve L. Case později epizodu zařadil do své knihy Toons That Teach, seznamu 75 kreslených filmů, které pomáhají vyučovat biblické lekce.
Epizoda se umístila na 31. místě v seznamu 100 největších televizních momentů časopisu Entertainment Weekly, přičemž Bruce Fretts poznamenal, že „stojí za to ji považovat za klasickou neuctivou rodinnou televizi“. V roce 2007 označila Larina Adamsonová, supervizorka seriálu Simpsonovi, díl Bart propadá za svou nejoblíbenější epizodu seriálu. V roce 2010 BBC označila epizodu Bart propadá za jednu z deseti nejpamátnějších epizod seriálu a označila ji za „pronikavou a dojemnou“.